# Конуэй, Холлис
Холлис Конуэй (англ. Hollis Conway; род. 8 января 1967, Чикаго) — американский легкоатлет, специалист по прыжкам в высоту. Выступал за сборную США по лёгкой атлетике в 1980-х и 1990-х годах, обладатель серебряной и бронзовой медалей Олимпийских игр, бронзовый призёр чемпионата мира и Панамериканских игр, чемпион мира в помещении, чемпион Игр доброй воли и Всемирной Универсиады, многократный победитель и призёр первенств национального значения, действующий рекордсмен страны в прыжках в высоту в помещении.

## Биография
Холлис Конуэй родился 8 января 1967 года в Чикаго, штат Иллинойс. Детство провёл в Шривпорте, Луизиана.
Первого серьёзного успеха на международном уровне добился в сезоне 1986 года, когда вошёл в состав американской сборной и выступил на юниорском мировом первенстве в Афинах, где в зачёте прыжков в высоту выиграл серебряную медаль.
Занимался лёгкой атлетикой в Университете Юго-Западной Луизианы (ныне Университет Луизианы в Лафейетте), состоял в местной легкоатлетической команде, регулярно принимал участие в различных студенческих соревнованиях, в частности трижды становился чемпионом Национальной ассоциации студенческого спорта (NCAA).
Благодаря череде удачных выступлений в 1988 году удостоился права защищать честь страны на летних Олимпийских играх в Сеуле — в финале прыжков в высоту показал результат 2,36 метра и завоевал серебряную олимпийскую награду, уступив только советскому прыгуну Геннадию Авдеенко.
Будучи студентом, в 1989 году представлял страну на Всемирной Универсиаде в Дуйсбурге, где так же стал серебряным призёром.
В 1990 году впервые стал чемпионом США в прыжках в высоту, одержал победу на Играх доброй воли в Сиэтле.
В 1991 году с ныне действующим национальным рекордом США (2,40) превзошёл всех соперников на чемпионате мира в помещении в Севилье, был лучшим на Универсиаде в Шеффилде, взял бронзу на Панамериканских играх в Гаване и на чемпионате мира в Токио.
Выиграв национальный олимпийский квалификационный турнир в Новом Орлеане, благополучно прошёл отбор на Олимпийские игры в Барселоне — на сей раз прыгнул на 2,34 метра и выиграл бронзовую награду.
В 1993 году занял восьмое место на чемпионате мира в помещении в Торонто и шестое место на чемпионате мира в Штутгарте.
В 1994 году стал серебряным призёром на Играх доброй воли в Санкт-Петербурге.
На Играх доброй воли 1998 года в Нью-Йорке показал восьмой результат.
Завершил спортивную карьеру по окончании сезона 2000 года.